# Darwinella corneostellata
Darwinella corneostellata är en svampdjursart som först beskrevs av Carter 1872.  Darwinella corneostellata ingår i släktet Darwinella och familjen Darwinellidae. Inga underarter finns listade i Catalogue of Life.